# بروکفیلد (ویسکانسین)
بروکفیلد، ویسکانسین  (به انگلیسی: Brookfield) شهری در شهرستان واکشا ایالت ویسکانسین است که در سال ۱۹۵۴ بنیان‌گذاری شده‌است. این شهر طبق سرشماری سال ۲۰۱۰ میلادی ۳۷٬۹۲۰ نفر جمعیت داشته‌است.